# 厦门市中山医院
厦门市中山医院（厦门大学附属中山医院）是位於中華人民共和國福建省廈門市的一家综合性三级甲等医院。成立於民国17年（1928年）

## 历史
创建于民国17年（1928年），原系侨办私立医院。1950年由厦门市人民政府代管，保留原称并改制为全民所有制医院。1966年被改名为白求恩医院。1970年3月与其他13家医疗单位合并为厦门市医院。1981年重建，1988年市第三医院并入后正式复办开诊，2005年9月成为厦门大学附属医院，更名为“厦门大学附属中山医院”。

## 外部連結
- 官方网站